# Arrondissements de l'Ardèche

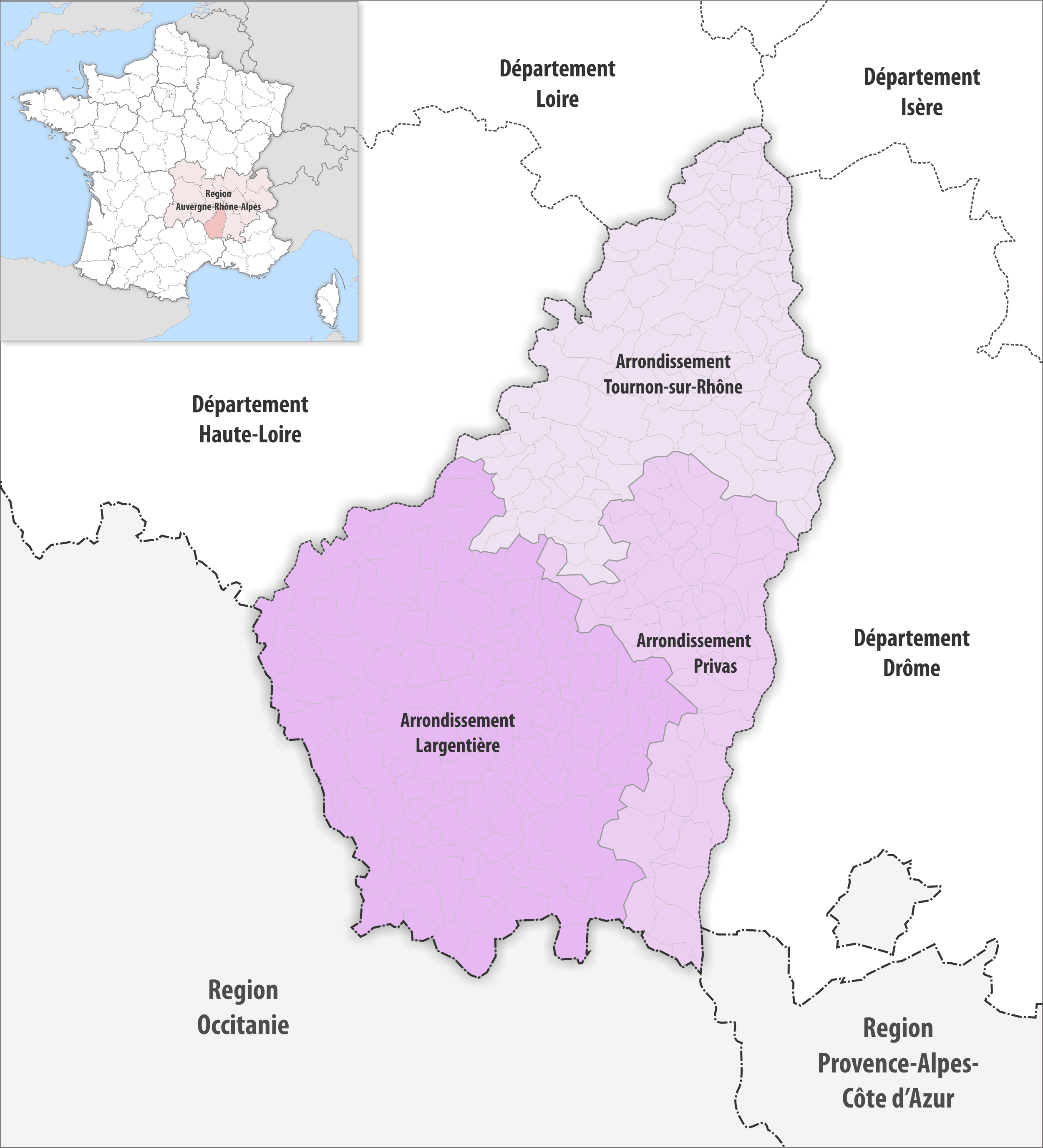
Les trois arrondissements depuis 2017.

Le département de l'Ardèche comprend trois arrondissements.

## Composition
| Nom                                 | Code Insee | Superficie (km2) | Population (dernière pop. légale) | Densité (hab./km2) | Modifier             |
| ----------------------------------- | ---------- | ---------------- | --------------------------------- | ------------------ | -------------------- |
| Arrondissement de Largentière       | 071        | 2 646,40         | 104 301 (2022)                    | 39                 | modifier les données |
| Arrondissement de Privas            | 072        | 1 145,50         | 86 375 (2022)                     | 75                 | modifier les données |
| Arrondissement de Tournon-sur-Rhône | 073        | 1 736,80         | 142 553 (2022)                    | 82                 | modifier les données |
| Ardèche                             | 07         | 5 529,00         | 333 229 (2022)                    | 60                 | modifier les données |

## Histoire
- mars 1790 : création du département avec sept districts : Annonay, Aubenas, L'Argentière, Privas, Tournon, Vernoux, Villeneuve de Berg
- août 1790 : réorganisation en trois districts : Aubenas, Joyeuse, Tournon
- 1800 : création des arrondissements : Privas, L'Argentière, Tournon
- 22 février 2007 : par arrêté préfectoral, les cantons d'Antraigues-sur-Volane, d'Aubenas, de Vals-les-Bains et de Villeneuve-de-Berg sont détachés de l'arrondissement de Privas pour être rattachés à l'arrondissement de Largentière[1].
- 1er janvier 2017 : les limites des arrondissements sont modifiées par arrêté du 29 décembre 2016 pour s'adapter au nouveau découpage intercommunal. Dix-huit communes changent d'arrondissement à cette date[2] :
  - 5 communes quittent l'arrondissement de Privas pour celui de Tournon-sur-Rhône : Saint-Georges-les-Bains, Charmes-sur-Rhône, Saint-Pierreville, Albon-d'Ardèche et Issamoulenc ;
  - 2 communes quittent l'arrondissement de Privas pour celui de Largentière : Sceautres et Saint-Remèze ;
  - 3 communes de l'arrondissement de Tournon-sur-Rhône sont rattachées à celui de Largentière : La Rochette, Borée et Saint-Martial.
  - 8 communes de l'arrondissement de Tournon-sur-Rhône sont rattachées à celui de Privas : Saint-Julien-le-Roux, Vernoux-en-Vivarais, Silhac, Châteauneuf-de-Vernoux, Saint-Apollinaire-de-Rias, Saint-Jean-Chambre, Chalencon et Saint-Maurice-en-Chalencon.